# João Inácio Müller
João Inácio Müller, OFM (Lajeado, 15 de junho de 1960) é um frade franciscano e bispo católico brasileiro. Atualmente é o oitavo bispo e o sexto arcebispo da Arquidiocese de Campinas.

## Biografia
Dom João Inácio nasceu em 15 de junho de 1960 em terras que futuramente se tornamriam o município de Santa Clara do Sul. Fez a profissão religiosa na Ordem dos Frades Menores no dia 14 de abril de 1985 e foi ordenado sacerdote aos 3 de dezembro de 1988.
Estudou Filosofia na Faculdade Imaculada Conceição, na cidade de Viamão, na Arquidiocese de Porto Alegre, e Teologia na Pontifícia Universidade Católica do Rio Grande do Sul e no Studium Theologicum em Jerusalém. Obteve a Licenciatura em Teologia Espiritual no Antonianum em Roma.
Durante seu presbiterado desempenhou os seguintes cargos: de 1988 a 1990 foi Promotor Vocacional e Membro da Equipe dos Formadores no Seminário Seráfico São Francisco de Assis, em Taquari; posteriormente foi Promotor Vocacional, Membro do Secretariado Vocacional e do Conselho de Formação, Membro da Fraternidade no Seminário Menor em Arroio do Meio, de 1990 a 1992; foi Secretário de Pastoral, Promotor Vocacional e Guia dos Candidatos ao Postulantado em Lomba do Pinheiro, de 1992 a 1994; em 1997 e 1998 foi Guardião do Convento São Boaventura; Vigário Paroquial da Paróquia São João Batista em Daltro Filho, de 1997 a 2004; também foi Mestre de Noviços, de 1997 a 2004; Secretário da Formação e Estudos da Província e Definidor Provincial, de 1999 a 2007; de 2005 a 2007 foi Vigário da Fraternidade, Mestre dos Estudantes de Filosofia, Agente de Pastoral na Rede de Comunidade da Paróquia Santa Clara no Bairro Lomba do Pinheiro, em Porto Alegre.
De 2007 a 2013 foi ministro provincial da Província Franciscana São Francisco de Assis, que compreende o Estado do Rio Grande do Sul e presidente da Conferência dos Frades Menores do Brasil.
No dia 25 de setembro de 2013, o Papa Francisco nomeou-o bispo da Diocese de Lorena e, no dia 15 de maio de 2019, nomeou-o arcebispo da Arquidiocese de Campinas..